# Blepharipa chaetoparafacialis
Blepharipa chaetoparafacialis là một loài ruồi trong họ Tachinidae.